# Mány
Mány là một thị trấn thuộc hạt Fejér, Hungary. Thị trấn này có diện tích 44,72 km², dân số năm 2010 là 2382 người, mật độ 53 người/km².